# 542国道
542国道（或“国道542线”、“G542线”）是在中华人民共和国的一条国道，起点为四川省广元市，终点为重庆市万州区，途經四川省和重庆市等地。